# 12446 Juliabryant
12446 Juliabryant è un asteroide della fascia principale. Scoperto nel 1996, presenta un'orbita caratterizzata da un semiasse maggiore pari a 1,9467335 UA e da un'eccentricità di 0,1164492, inclinata di 23,81573° rispetto all'eclittica.